# 귀리유

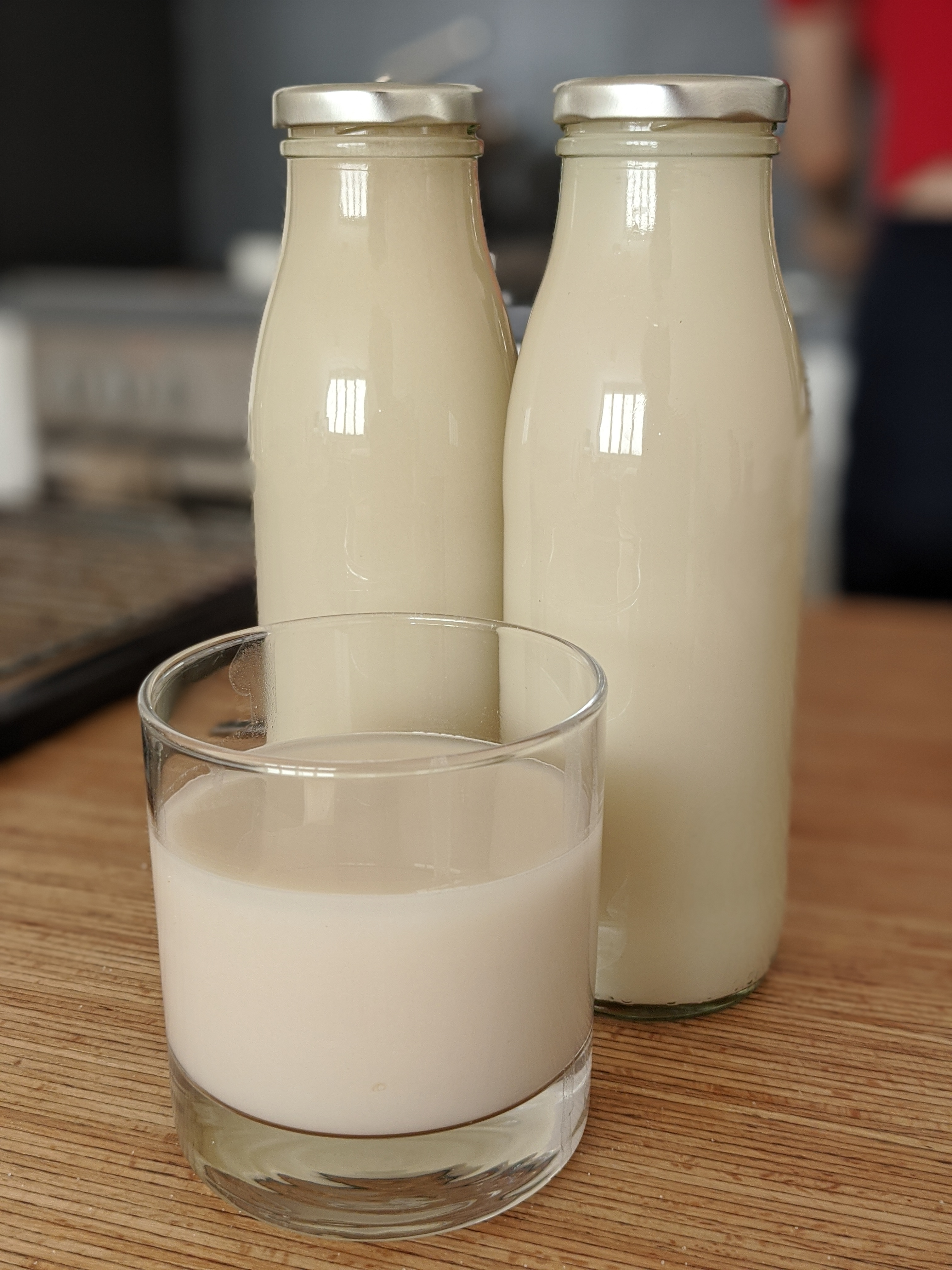

귀리유, 귀리젖, 오트 밀크(oat milk)는 통귀리(Avena spp.)를 물로 추출하여 만든 식물성 밀크이다. 귀리유는 크리미한 질감과 은은한 오트밀과 같은 풍미를 지니고 있으며, 가당, 무가당, 바닐라, 초콜릿 등 다양한 맛으로 제조된다.
13세기부터 유래된 다른 식물성 밀크와 달리, 귀리유는 귀리유 제조업체인 오틀리(Oatly)의 설립자인 스웨덴 과학자 리카르드 외스테(Rickard Öste)에 의해 1990년대에 개발되었다.
2020년까지 귀리유 제품에는 커피 크리머, 요구르트 대체품, 아이스크림, 초콜릿 등이 포함되었다. 귀리유는 비건 식단에서 유제품을 대체하거나 젖당불내증이나 우유 알레르기와 같이 유제품과 함께 섭취할 수 없는 질환의 경우 섭취할 수 있다.
우유나 다른 식물성 음료에 비해 귀리유는 생산에 필요한 토지와 물이 상대적으로 적기 때문에 환경에 미치는 영향이 상대적으로 적다.

## 같이 보기
- 아몬드밀크
- 코코넛 밀크
- 식물성 밀크
- 두유